# 국제꽃예술인협회
국제꽃예술인협회는 국민생활 수준향상과 국제교류가 활발해짐에 따른  화훼산업 발전기여, 화훼생산자 이윤에 기여 및 꽃 예술인의 공공복리 증진·친목 도모 목적으로 2002년 10월 27일 설립된 대한민국 농림축산식품부 소관의 사단법인이다. 사무실은 서울특별시 성북구  성북로5길 37-2

## 주요 사업
- 화훼류 예술개발에 관한 조사와 연구 보급
- 화훼문화의 국제적 교류와 정보수집
- 꽃 예술인 교육
- 꽃 소비기반 확대를 위한 문화사업 및 행사